# Liguriska havet

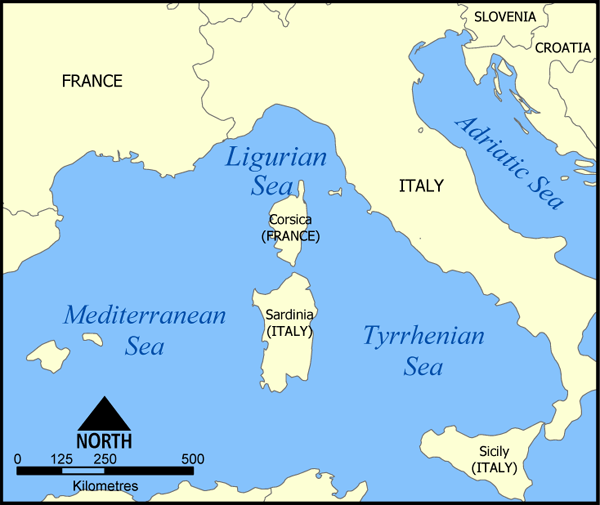
Liguriska havets läge i Medelhavet.

Liguriska havet (italienska: Mare Ligure; franska: Mer Ligurienne) kallas den del av Medelhavet som ligger mellan den italienska rivieran (Ligurien och Toscana) och öarna Korsika och Elba. Liguriska havet gränsar till länderna Italien, Frankrike och Monaco. Söder om Elba övergår Liguriska Havet till Tyrrenska havet. I norr finns Genuabukten och floder från Apenninerna rinner ut i havets östra sida, bland annat har floden Arno sin mynning vid sjöstaden Livorno. Havet är som djupast (ungefär 2850 m) nordväst om Korsika.
Kusten mot liguriska havet, speciellt den nordvästra delen, är berömd för sin skönhet och sitt fördelaktiga klimat. Längs denna kuststräcka finns till exempel städer som Genua, La Spezia och Portofino och områden som Cinque Terre. 